# سیمارون (کانزاس)
سیمارون (به انگلیسی: Cimarron) شهری در ایالت کانزاس کشور ایالات متحده آمریکا است که جمعیت آن در سرشماری سال ۲۰۱۰ میلادی، ۲٬۱۸۴ نفر بوده‌است.